# 派翠克·墨菲 (賓西法尼亞政治人物)
派翠克·墨菲（英語：Patrick Murphy；1973年10月19日—），美國前政治人物、美國陸軍退役上尉。他是第一位曾經參加伊拉克戰爭的美國國會議員。2007年至2011年期間，他曾經擔任賓西法尼亞州第8選舉區選出的美國眾議院議員。墨菲畢業於芝加哥大學，也曾是一位電視節目主持人。2016年1月11日出任美國陸軍部長。